# Dombeja Wallicha

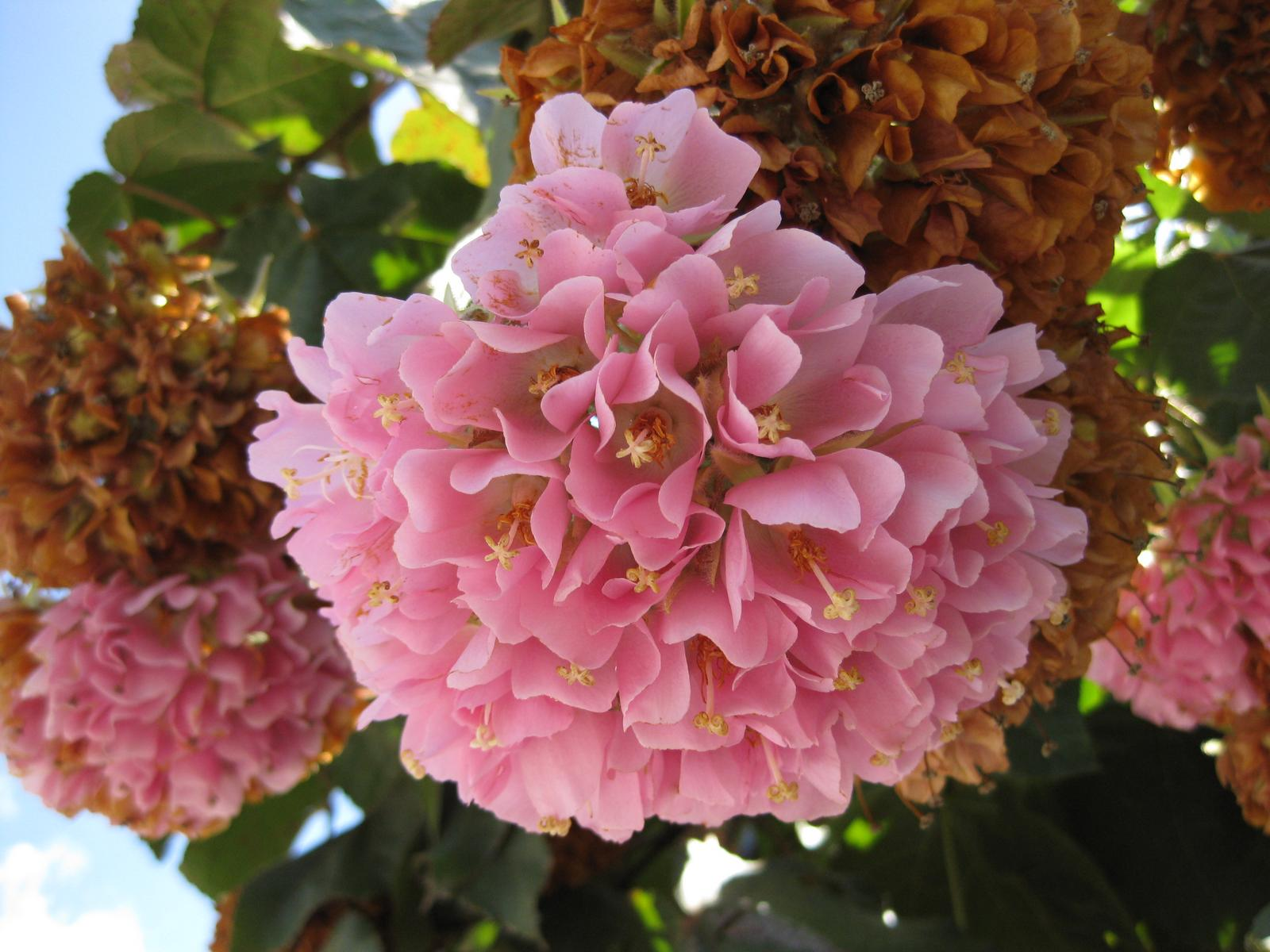
Kwiaty

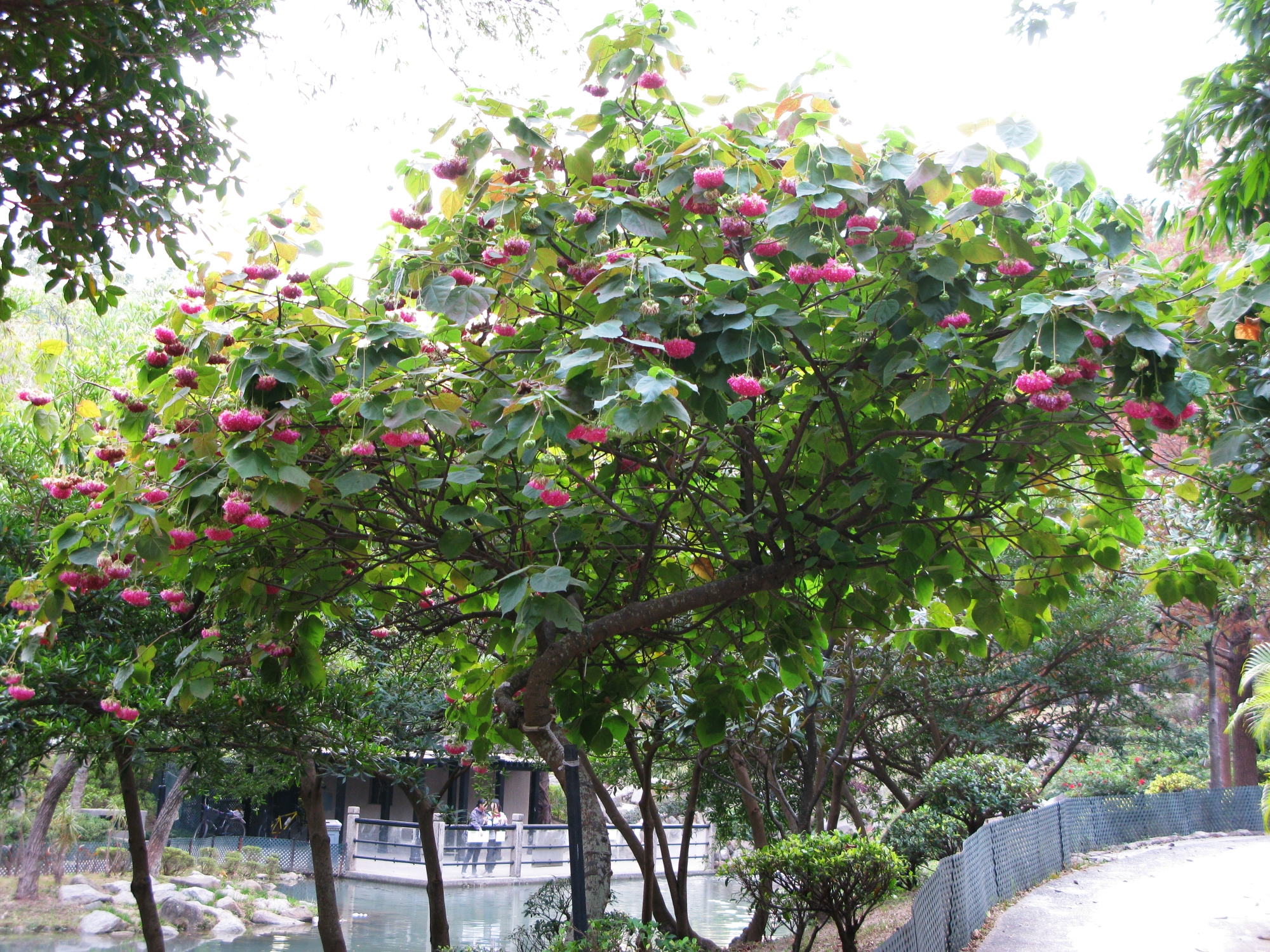
Pokrój

Dombeja Wallicha (Dombeya wallichii) – gatunek rośliny z rodziny ślazowatych. Wiecznie zielone drzewo lub krzew występujący naturalnie na terenie Madagaskaru.

## Morfologia
PokrójDrzewo dorastające do 9 m wysokości, o kopulastym pokroju. Przeważnie przyjmuje postać mocno rozgałęzionego krzewu z gęstą koroną.
LiścieDuże i szerokie, o długości do 30 cm (przy podobnej szerokości) i sercowatym lub romboidalnym kształcie. Trójklapowe z nieregularnie ząbkowanymi brzegami. Mają jasnozieloną barwę.
KwiatyMają długość 2,5 cm. Pachnące, owadopylne. Uformowane z nachodzących na siebie płatków, zebrane w gęste, okrągłe kwiatostany. Mają różową lub czerwoną barwę. Kwitnienie odbywa się od sierpnia do grudnia. Więdnąc, kwiaty przybierają brązowy kolor, lecz nie opadają – pozostają na drzewie w porze owocowania.

## Zastosowanie
Uprawiana jako roślina ozdobna ze względu na kwiaty oraz okazałe liście.